# 20e cérémonie des American Film Institute Awards
La 20e cérémonie des American Film Institute Awards (AFI Awards), décernés par l'American Film Institute, récompense les dix meilleurs films sortis et les dix meilleures séries télévisées diffusées en 2019.

## Palmarès
Sauf indication contraire, les informations proviennent du site officiel de l'AFI

### Les 10 films récompensés
- 1917
- The Farewell
- The Irishman
- Jojo Rabbit
- Joker
- Knives Out
- Little Women
- Marriage Story
- Once Upon a Time in Hollywood
- Le Cas Richard Jewell

Prix spécial :
- Parasite

### Les 10 séries récompensées
- Chernobyl
- The Crown
- Fosse/Verdon
- Game of Thrones
- Pose
- Succession
- Unbelievable
- Veep
- Watchmen
- When They See Us

Prix spécial :
- Fleabag